# Duroniella iranica
Duroniella iranica är en insektsart som beskrevs av Bei-bienko 1948. Duroniella iranica ingår i släktet Duroniella och familjen gräshoppor. Inga underarter finns listade i Catalogue of Life.